# روبرت کوچاریان
روبرت سِتراکی کوچاریان (به ارمنی: Ռոբերտ Սեդրակի Քոչարյան) سیاستمدار اهل جمهوری خودمختار قره باغ کوهستانی سابق جمهوری آذربایجان است که از تاریخ ۴ فوریه ۱۹۹۸ تا ۹ آوریل ۲۰۰۸ ریاست جمهوری ارمنستان را برعهده داشت.

## زندگی‌نامه
کوچاریان در تاریخ ۳۱ اوت ۱۹۵۴ در شهر استپاناکرت مرکز جمهوری خودمختار ناگورنو-قره باغ زاده شد. وی در سال ۱۹۹۴ به ریاست جمهوری جمهوری قره باغ کوهستانی برگزیده شد و در سال ۱۹۹۷ به مقام نخست‌وزیری ارمنستان برگزیده شد. کوچاریان در سال ۱۹۹۸ به دلیل استعفای رئیس‌جمهور قبلی و نخست‌وزیری خود رئیس‌جمهور ارمنستان شد.

## نگارخانه

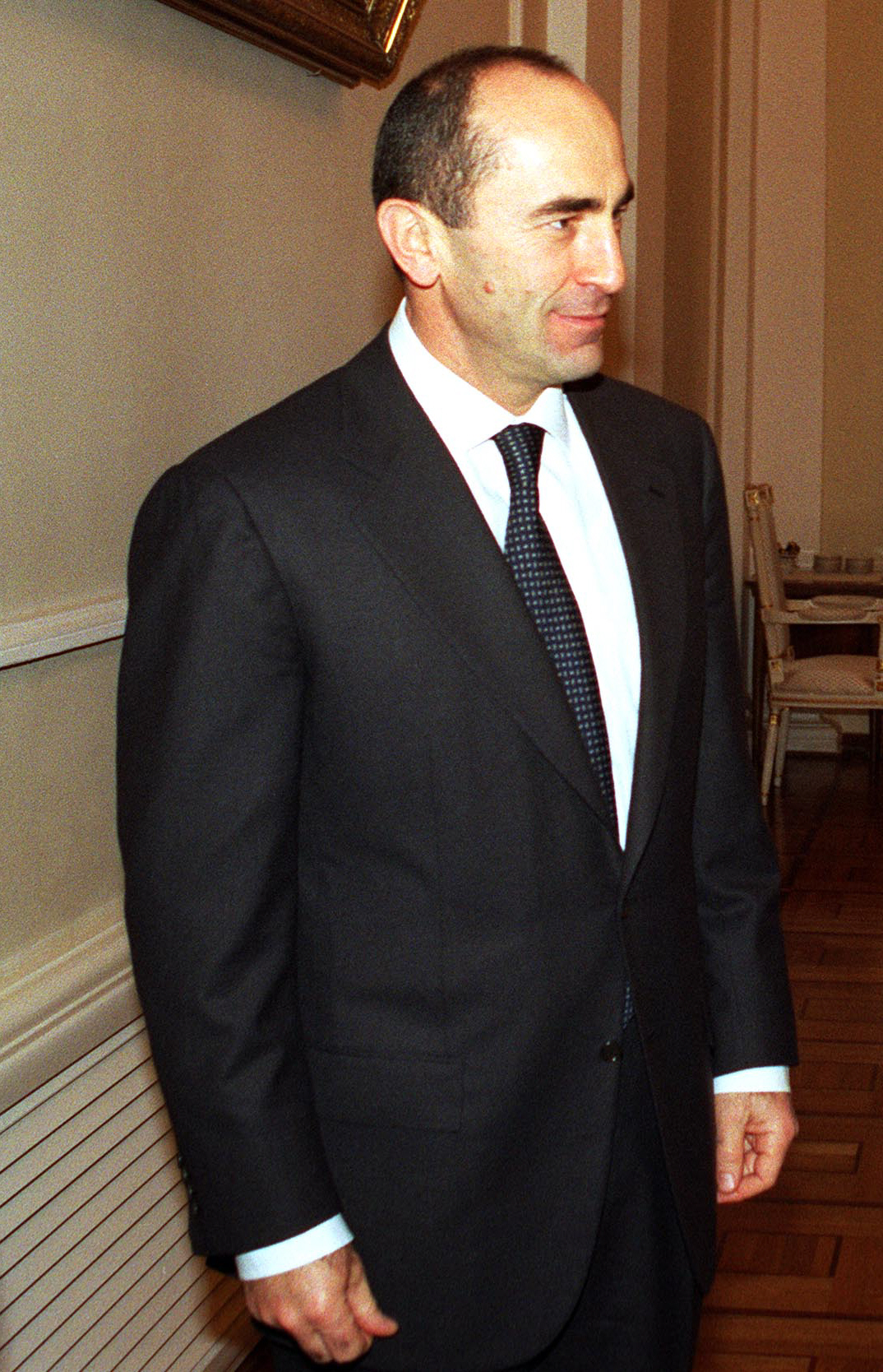